# Tordeuse du fraisier
Celypha lacunana
Espèce
La Tordeuse du fraisier (Celypha lacunana) est une espèce de petits papillons de la famille des Tortricidae.
On le trouve dans l'écozone paléarctique. L'imago, d'une envergure de 16 à 18 mm, vole de mai à septembre. Il y a une ou deux générations par an.
Sa chenille est polyphage. On la trouve sur :
- Carotte (Daucus spec.)
- Succisa (Succisa spec.)
- Bugrane (Ononis sp.)
- Menthe (Mentha sp.)
- Œillet d'Inde (Caltha sp.)
- Renoncule (Ranunculus sp.)
- Inule (Inula sp.)
- Chardon (Cirsium sp.)
- Chrysanthème (Chrysanthemum sp.)
- Salicaire (Lysimachia sp.)
- Chénopode (Chenopodium sp.)
- Ortie (Urtica sp.)
- Armoise (Artemisia sp.)
- Reine-des-prés (Filipendula spec.)
- Fraise (Fragaria sp.)
- Burnet (Sanguisorba sp.)
- Épilobe (Epilobium sp.)
- Ronce (Rubus sp.)
- Saule (Salix sp.)
- Peuplier (Betula sp.)
- Troène (Ligustrum sp.)
- Mélèze (Larix spec.)
- Épicéa (Picea sp.)

## Galerie

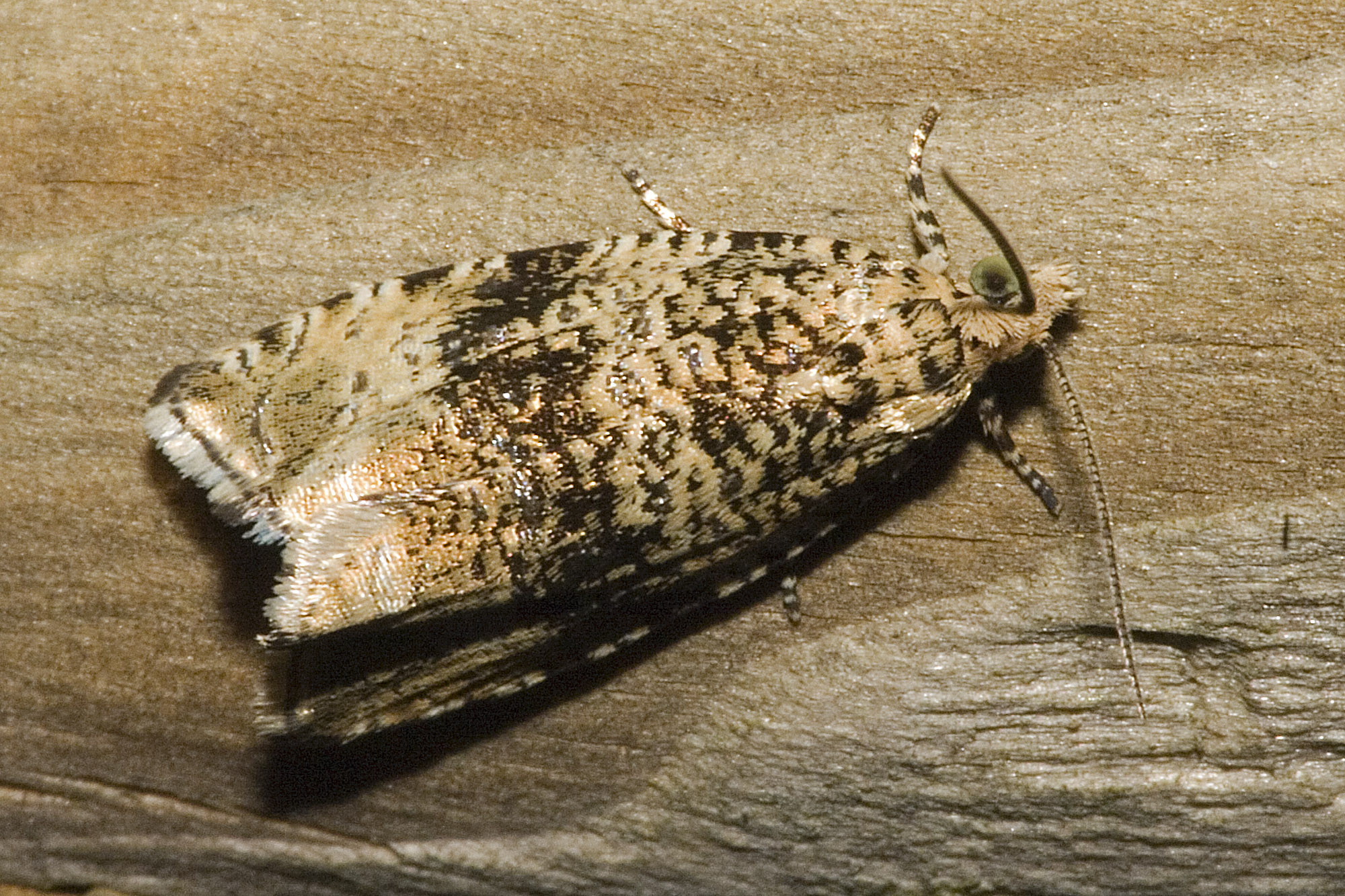